# Arequipa
Arequipa je prestolnica regije Arequipa v Andih, na jugu Peruja, v Južni Ameriki in je politično, gospodarsko in kulturno središče južnega Peruja.
Mesto ima 844.407 prebivalcev (2012). UNESCO je leta 2000 središče mesta Arequipa razglasil za svetovno kulturno dediščino.

## Geografija
Arequipa leži na nadmorski višini 2300 metrov. V bližini mesta se nahajajo aktivni vulkani: 5822 m visok stožčasti Misti, 6057 m visok Chachani ter 5665 m visoki Pichu Pichu.
Nedaleč od Arequipe se nahajata kanjona Cotahuasi in Colca, slednji je s 3000 m globine eden najglobljih na svetu.
Arequipo krasi naziv "belo mesto" in se najbrž nanaša na beli kamen Sillar, ki je vulkanskega izvora in iz katerega je zgrajeno veliko starih zgodovinskih stavb v središču mesta, morda pa tudi na svetlejšo barvo kože nekdanjih v Španiji rojenih prebivalcev, ki so domačinom prepovedali živeti v centru mesta.
Od Pacifiške obale je oddaljena 75 km zračne črte, zato ima mesto skozi vse leto blago in sončno podnebje.
Območje je podvrženo močnim potresom, ki se pojavljajo tudi večkrat na dan. Uničujoči za mesto so bili v letih 1608, 1687, 1784, 1868, 1958 in 1960. 23. junija 2001 je potres z magnitudo 8,4 po Richterjevi lestvici močno stresel regijo, pri čemer je bil zrušen tudi eden od dveh zvonikov katedrale na glavnem trgu. Obnovili so jo leta 2004. Vulkan Misti, ki je hišna gora Arequipe, je še vedno aktiven. Naselja ob vznožju vulkana ogrožajo piroklastični tokovi in laharji.

## Podnebje
Podnebje v Arequipi je toplo in suho, zime niso zelo mrzle in poletja ne prevroča, običajno se temperatura poleti ne dvigne nad 25 °C in le redko pade pod 10 °C.
Povprečna vlažnost je 46 %, v poletnih mesecih lahko doseže 70%, pozimi, jeseni in spomladi pa je najnižja, to je 27 %. Deževna sezona traja od meseca januarja do marca.
Sončnega sevanja ima Arequipa med 850 in 950 vatov na kvadratni meter, kar je visoko.

## Vulkani v okolici
Vsi vulkani so stratovulkani.
80 km od mesta Arequipa je oddaljen vulkan Ampato in se šteje za neaktivnega. Njegova največja nadmorska višina je 6318 m.
Vulkan Chachani se nahaja 55 km od mesta Arequipa in je visok 6057 m. Imena izvira iz besede Chachani Aymara kar pomeni "pogumen". Vulkan je aktiven.
Vulkan Coropuna je najvišji v Peruju z višino 6425 m in leži 150 km izven mesta Arequipa, njegovo ime v jeziku Kečua pomeni "odsev na planoti". Je neaktiven vulkan. Na nejm so našli oblačila kulture Inkov.
Vulkan Hualca Hualca je visok 6025 m in je verjetno nastal že v začetku pliocena in kvartara.
Vulkan Misti je najbolj impozanten s svojo lego nad mestom. 5 izbruhov je bilo v 20. stoletju in je enden od redkih zelo aktivnih v okolici Arequipe. Na njem so našli številne ostanke inkovske kulture kot so človeška okostja. Visok je 5822 m, njegovo ime v jeziku Kečua pomeni "gospodar ki prihaja".
Pichu Pichu je vulkan, ki leži najbližje mestu in je oddaljen le 32 km, ima višino 5664 m, ime najvišjega vrha je Coronado. Že nekaj časa ni aktiven.
Sabancaya je zelo aktiven vulkan, nazadnje je izbruhnil leta 2003, v glavnem bruha plin. Njegova višina je 5975 m, vsebuje mezozojske in kenozojske kamnine. Ime v jeziku Kečua pomeni "ogenj ki prihaja".

## Zgodovina
Najstarejši sledovi poselitve so datirani v čas med letoma 8000 in 6000 pred našim štetjem. Do sedaj so našli več kot 400 arheoloških najdišč, vključno z risbami, najdenimi v jamah v kraju Sumbay in Pampa Colorado.
Okoli leta 1250 so Inki zavzeli okolico Arequipe, ki je ostala pod njihovim vplivom do leta 1537. Prva naselja je ustanovil Inka Mayta Cápac v dolini reke Chili in sicer Yanahuara Tiabaya, Paucarpa ta, Characato Socabaya in drugi.
Najprej sta nato prišla dominikanca Pedro de Ulloa in Diego Manso y Bartolomé de Ojeda, nato pa je španski konkvistador Diego de Almagro el Viejo dokončno osvojil te kraje. Garcí Manuel de Carbajal (poročnik Francisca Pizarra) je 15. avgusta 1540 ustanovil mesto Villa de Nuestra Señora de la Asunción del Valle Hermoso de Arequipa kot špansko naselje, pozneje skrajšano v Arequipa.
Ime mesta izhaja iz jezika Kečua "are quepay“ (pomeni "ostani tukaj"), kar naj bi izrekel Inca Mayta, ko je prišel v dolino reke Chili. 7. oktobra 1541 je mesto od španskega kralja Karla V. prejelo mestne pravice in grb v katerem so: vulkan Misti, drevesa in reka, na obeh straneh pa dva zlata leva, vse na rdečem polju, okoli pa osem lilij in zlata obroba,nad tem je zaprta čelada ter Griffin z rdečo zastavo v rokah, na kateri je napisano ime kralja z modro in zlato barvo.
V kolonialnem obdobju je bila Arequipa mirna in zvesta španska metropola, saj je imela največjo koncentracijo belega prebivalstva, celo večjo kot Lima. V obdobju vladavine podkralja Gila y Lemosbila je imela 37.000 prebivalcev, od tega 22.000 Špancev, 6000 Indijancev, 5000 Mesticev, 2500 osvobojeni sužnjev črncev in 1200 sužnjev. V Limi je bilo od 62.000 prebivalcev, nekaj več kot 18.000 Špancev.
Arequipa se je nato razvila v trgovsko mesto med obalo in Andi. Posebej pomembna je bila dolina reke Colca, v kateri je dobro razvito kmetijstvo. Na območju je bilo razvito tudi rudarstvo in proizvodnja vina in volne. S prihodom železnice v letu 1870 iz pristanišča Matarani in v letu 1904 s povezavo z mesti Cuzco in Puno, je Arequipa povečala pomen kot trgovsko središče.

## Demografija
Demografski kazalci Arequipe so vedno nad državnim povprečjem. Tako je bila v obdobju 1995 - 2000 stopnja umrljivosti dojenčkov 33/1000 živorojenih otrok (v primerjavi z 42 na nacionalni ravni), pričakovana življenjska doba ob rojstvu je bila 74,5 let za ženske (v primerjavi s 70 na državni ravni) in 69,5 pri moških (65,9 na državni ravni), itd..
Nepismenost, ki je v letu 1993 znašala 9,4 % prebivalstva, je padla na 6,4 % v letu 2000. Po zadnjem popisu prebivalstva (1993), je 46,8 % prebivalcev Arequipe zaključilo osnovno šolo, 29,5 % pa dokončalo srednjo šolo, 8,2 % ima nedokončano univerzo. V celotni provinci je 91,8 % strokovnjakov skoncentriranih v mestu.
Dober indeks za merjenje zdravstvenega stanja prebivalstva je kronična podhranjenost otrok. Po popisu prebivalstva, ki ga je izvedlo ministrstvo za šolstvo v letu 1999, je imela Arequipa 15 % otrok podhranjenih (v letu 1993 jih je bilo 23,2 %). Dostop do pitne vode ima 84,9 %. Kljub temu pa je skoraj 1/4 prebivalstva nima zagotovljenih osnovnih življenjskih pogojev (neustrezna nastanitev, ni odvoza odpadkov, prezasedenost stanovanj, itd.).

## Znamenitosti
Zgodovinsko središče mesta Arequipa, zgrajeno iz vulkanskih kamnin, predstavlja integracijo evropskih in domačih gradbenih tehnik in značilnosti, vidnih v občudovanja vrednem delu kolonialnih gospodarjev, Kreolov in indijanskih zidarjev. Ta kombinacija vplivov se vidi iz mestnih zidov, obokov in lokov, dvorišč in odprtih prostorov ter v zapleteno izdelanih baročnih fasadah.

### Stolnica
Stolnica v Arequipi je edinstvena po velikosti, saj zaseda celotno stran trga Plaza de Armas. Njena gradnja se je začela leta 1629, današnjo končno obliko pa je dobila leta 1844, ko se je zaključila obnova po požaru. V močnem potresu leta 1868 je bila ponovno zelo poškodovana. Potres leta 2001 je zrušil zvonik, ki je bil na novo zgrajen leta 2004. Ob koncu 19. stoletja je bila v stolnico iz Francije prinesena prižnica in iz Belgije pa orgle. Pri gradnji so uporabljali marmor iz Italije. Stolnica v Arequipi je tudi ena od manj kot 100 cerkva po svetu, ki imajo dovoljenje izobesiti zastavo Vatikana.

### Samostan Santa Catalina
Samostan Santa Catalina je eden od najpomembnejših verskih objektov iz kolonialne dobe. Nahaja se v bližini centra mesta in je bil zgrajen leta 1579 po sklepu mestnega sveta, namesto treh obstoječih samostanov. Veliko bogatih španskih družin je v preteklosti poslalo svojo drugo hčerko v samostan. Za stenami samostana Santa Catalina leži območje veliko 20.426 m². Bil je samozadosten. V njem je živelo do 150 nun skupaj s svojimi služabnicami. Vsaka 4 leta je prišlo 8 novink, ki so morale imeti zagotovljeno doto najmanj 1000 zlatih pesosov za vzdrževanje samostana. Po reformi leta 1871 je samostan sprejemal tudi novinke brez dote. To je trajalo vse do leta 1970, ko so samostan obnovili in ga, na pobudo preostalih nun, del odprli za javnost. Tukaj je mogoče občudovati predmete, ki so pripadali opremi nun: angleške preproge, španske svilene zavese, flamska oblačila iz čipke, oblazinjene stole iz damasta, fini porcelan in srebrno posodje. V samostanu se zdi, kot da se je čas ustavil leta 1579, razen škode, nastale zaradi potresa in predstavlja obnovljeni del.

### La Compañia
Iglesia de la Compania je cerkev na spodnjem koncu trga Plaza de Armas. Zgrajena je bila v letih 1595-1698 za jezuite in je dober primer kombinacije baroka in arhitekturnega sloga mesticev. Fasada kaže številne elemente avtohtone kot tudi špansko-katoliške kulture. Šele od leta 1950, ko je bila ponovno obnovljena zakristija, je na ogled.
Še mnogo drugih cerkva po mestu je pomembnih po svojih zbirkah in knjižnicah. Tako je na primer v Iglesia y Convento La Merced ohranjena dragocena knjižnica in slike. Tudi Iglesia de San Francisco ima knjižnico več kot 20.000 knjigami in galerijo slik.
- Kanjon Colca
- Kondor nad kanjonom Colca
- Pokrajina ob izlivu reke Colka v Tihi ocean
- Značilna gradnja v samostanu sv. Katalene
- Notarske storitve na ulici

### Muzej Santuarios Andinos
Muzej Santuarios Andinos ima eno od najpomembnejših arheoloških zbirk v Južni Ameriki. V septembru 1995 je član ameriške odprave arheolog Johan Reinhard na vrhu vulkana Ampato našel mumijo mlade inkovske ženske in jo imenoval Juanita. Od zaključka znanstvenih študij je na ogled obiskovalcem muzeja. Mumija se nahaja v klimatizirani stekleni vitrini. Poleg te so razstavljena tudi oblačila in darila iz drugih grobnic iz časov pred prihodom Kolumba.

### Tržnica
Mercado San Camillo je tržnica v bližini centra mesta in ena najbolj znanih tržnic v mestu. Tukaj je mogoče najti vse kar se potrebuje za vsakodnevno življenje, od hrane do drugih dobrin. Streho tržnice je gradil Gustave Eiffel.

### Festivali
Osrednji praznik je 15. avgust, rojstni dan mesta. Arequipa je leta 2007 praznovala 467 let. Vsako leto imajo nešteto dogodkov in pisane procesije vodijo skozi mesto. Tradicionalne plese predstavljajo lokalne šole, vojska, pridejo pa tudi iz oddaljenih krajev, kot so jezero Titicaca ali iz amazonskih predelov.

### Kanjon Colca
Kanjon Colca je najlepša in najbolj zanimiva atrakcija v bližini Arequipe. Dolina je del gorskega območja Andov in ustvari s 3000 m globine ednega najglobljih kanjonov na svetu.

## Narodni parki

### Narodni rezervat Salinas y Aguada Blanca
Ustanovljen je bil 8. avgusta 1979 z vrhovnim odlokom št. 07079AA in obsega 366.936 hektarjev in spada v provinci Arequipa in Caylloma. Ustanovljen je bil z namenom ohranjanja flore in ptic. Vključuje območje reke Colce, kjer obstaja več kot 155 vrst ptic in zanimiva visoka andska pokrajina s svojo edinstveno geološko sestavo.
S povprečno nadmorsko višino 3700 m se rezervat nahaja na vzhodnem delu mesta Arequipa. Dostopen je po cesti, ki vodi do doline reke Colca ali iz Puna. Salinas y Aguada Blanca je dobil ime po območju reke Blanco, ki namaka ravnine Majes in Sihuas. Rezervat je velik in v njem je geologija najbolj atraktivna. Znotraj območja so vulkani Misti, Pichu Pichu in Chachani in velika planota Cañahuas Pampa.
Dežela vulkanov, globoki kanjoni in izviri tople vode so idealen habitat za kondorje, vikunje, lisice, gvanake in plamence, ki so še posebej številni v lagunah Salinas.

### Mokrišče Lagunas de Mejía
Park je bil ustanovljen 24. februarja 1984 z odlokom št. 01584AG. To so obalna mokrišča na površini 609,6 hektarjev in spadajo v provinco Islay v Arequipi. Glavni cilji njenega nastanka so rezidenčne ptice selivke in zaščita ogroženih vrst, ohranitev habitatov za ogrožene endemične vrste ter ohranjanje prosto živečih živalskih vodnih ekosistemov ob obali, kot tudi spodbujanju turizma v regiji.
Mokrišče Lagunas de Mejía na izlivu reke Tambo je dom 84 vrst tukaj živečih ptic in pomembno območje za prelet vsaj 57 drugih ptic selivk, ki imajo tukaj edino postajo na več kot 2000 kilometrov dolgi poti med rekama Pisco in Huasco v Čilu. Stoječe vode omogočajo razvoj bogate flore, ki jo sestavljajo predvsem Scirpus sp in Typho sp. Najdemo pa tukaj tudi plazilce in male sesalce.
Mokrišče je na seznamu Ramsarske konvencije od leta 1986.

## Znamenite osebnosti
- José Luis Bustamante y Rivero (1894–1989), perujski politik in pisatelj, perujski predsednik 1945-1948
- Víctor Andrés Belaúnde (1883–1966), perujski diplomat, pisatelj in zgodovinar, predsednik 14. zasedanja Generalne skupščine ZN
- Mateo Crawley-Boevey (Padre Mateo) (1875–1960), katoliški duhovnik in misijonar
- Juan Landázuri Ricketts (1913–1997), nadškof Lime, kardinal Rimskokatoliške cerkve
- Alex Olmedo (*1936), vrhunski perujski teniški igralec
- Hernando de Soto (Ökonom) (*1941), perujski ekonomist
- Alberto Vargas (1896–1982), znan po svojih pin-up skicah
- Mario Vargas Llosa (*1936), perujska Nobelova nagrada za književnost (2010)

## Partnerska mesta
- Charlotte, Severna Karolina, ZDA
- Maui County, Havaji, ZDA
- Biella, Italija